# 1. Flieger-Division (1938–1939)
Die 1. Flieger-Division war ein Großverband der Luftwaffe der Wehrmacht im Zweiten Weltkrieg. Es bestand keine organisatorische Verbindung zur 1. Flieger-Division (1934–1935) und zur 1. Flieger-Division (1942–1945).

## Geschichte
Die 1. Flieger-Division wurde am 1. August 1938 in Berlin aus der Dienststelle des Höheren Fliegerkommandeurs 2 gebildet. Am 11. November 1938 erhielt sie die Bezeichnung 11. Flieger-Division, kehrte aber am 1. Februar 1939 zur alten Bezeichnung wieder zurück. Sie war beim Überfall auf Polen ab dem 1. September 1939, der Luftflotte 1 im Nordabschnitt der Front unterstellt. Am 11. Oktober wurde sie in das I. Flieger-Korps umgewandelt.

## Personen

### Divisionskommandeur
| Dienstgrad      | Name           | Datum                               |
| --------------- | -------------- | ----------------------------------- |
| Generalleutnant | Ulrich Grauert | 1. August 1938 bis 11. Oktober 1939 |

### Erster Generalstabsoffizier
| Dienstgrad | Name           | Datum                              |
| ---------- | -------------- | ---------------------------------- |
| Major      | Richard Heuser | 1. August 1938 bis 1. Oktober 1939 |

## Unterstellung
| Unterstellung               | von                | bis                |
| --------------------------- | ------------------ | ------------------ |
| Luftwaffengruppenkommando 1 | 1. August 1938     | Februar 1939       |
| Luftflotte 1                | Februar 1939       | 22. September 1939 |
| Luftflotte 3                | 22. September 1939 | 11. Oktober 1939   |

## Unterstellte Verbände
| Verbände am 1. September 1939 | Flugzeuge | Flugzeuge     | Flugzeugtypen           | Liegeplatz           | Lage                          |
| Verbände am 1. September 1939 | Ist       | Einsatzbereit | Flugzeugtypen           | Liegeplatz           | Lage                          |
| Stab/Kampfgeschwader 1        | 9         | 9             | Heinkel He 111H         | Kolberg              | 54.1991 15.6878               |
| I./Kampfgeschwader 1          | 38        | 34            | Heinkel He 111E         | Kolberg              | 54.1991 15.6878               |
| I./Kampfgeschwader 152        | 37        | 34            | Heinkel He 111H         | Pinnow-Plathe        | 53.908333 15.469444           |
| Stab/Kampfgeschwader 26       | 6         | 5             | Heinkel He 111H         | Gabbert              | 53.311111 15.713889           |
| II./Kampfgeschwader 26        | 35        | 31            | Heinkel He 111H         | Gabbert              | 53.311111 15.713889           |
| I./Kampfgeschwader 53         | 31        | 31            | Heinkel He 111H         | Schönfeld-Crössinsee | 53.393056 16.084444           |
| Stab/Kampfgeschwader 27       | 6         | 5             | Heinkel He 111P         | Werneuchen           | 52.633 13.767                 |
| I./Kampfgeschwader 27         | 35        | 31            | Heinkel He 111P         | Werneuchen           | 52.633 13.767                 |
| II./Kampfgeschwader 27        | 36        | 32            | Heinkel He 111P         | Neuhardenberg        | 52.613 14.242667              |
| III./Kampfgeschwader 27       | 36        | 33            | Heinkel He 111P         | Königsberg-Neumark   | 52.94 14.414444               |
| II./Sturzkampfgeschwader 2    | 35        | 34            | Junkers Ju 87B          | Stolp-Reitz          | 54.4788 17.1075               |
| III./Sturzkampfgeschwader 2   | 36        | 34            | Junkers Ju 87B          | Stolp-Reitz          | 54.4788 17.1075               |
| IV.(St.)/Lehrgeschwader 1     | 39        | 37            | Junkers Ju 87B          | Stolp-Reitz          | 54.4788 17.1075               |
| 4.(St.)/Trägergruppe 186 (T)  | 12        | 12            | Junkers Ju 87B          | Stolp-West           | 54.458333 17.004167           |
| I./Zerstörergeschwader 1      | 32        | 27            | Messerschmitt Bf 110B/C | Mühlen               | 53.5175 20.196389             |
| II./Zerstörergeschwader 1     | 48        | 48            | Messerschmitt Bf 109E   | Lichtenau            |                               |
| I.(J)/Lehrgeschwader 2        | 42        | 33            | Messerschmitt Bf 109E   | Malzkow Lottin       | 54.416667 17.383333 53.6 16.8 |
| 2./Fernaufklärungsgruppe 121  | 11        | 10            | Dornier Do 17P          | Schönfeld-Crössinsee |                               |
| Insgesamt                     | 524       | 435           |                         |                      |                               |

Anmerkungen
1. ↑  Bedeutung der Abkürzungen, siehe Organisation der Geschwader
2. ↑  Iststärke (die tatsächlich in der Einheit vorhandenen Flugzeuge)
3. ↑  Einsatzbereit (abflugbereite Flugzeuge)